# Ardisia mayumbensis
Ardisia mayumbensis là một loài thực vật có hoa trong họ Anh thảo. Loài này được (R.D.Good) Taton mô tả khoa học đầu tiên năm 1979.